# Hay & Stone

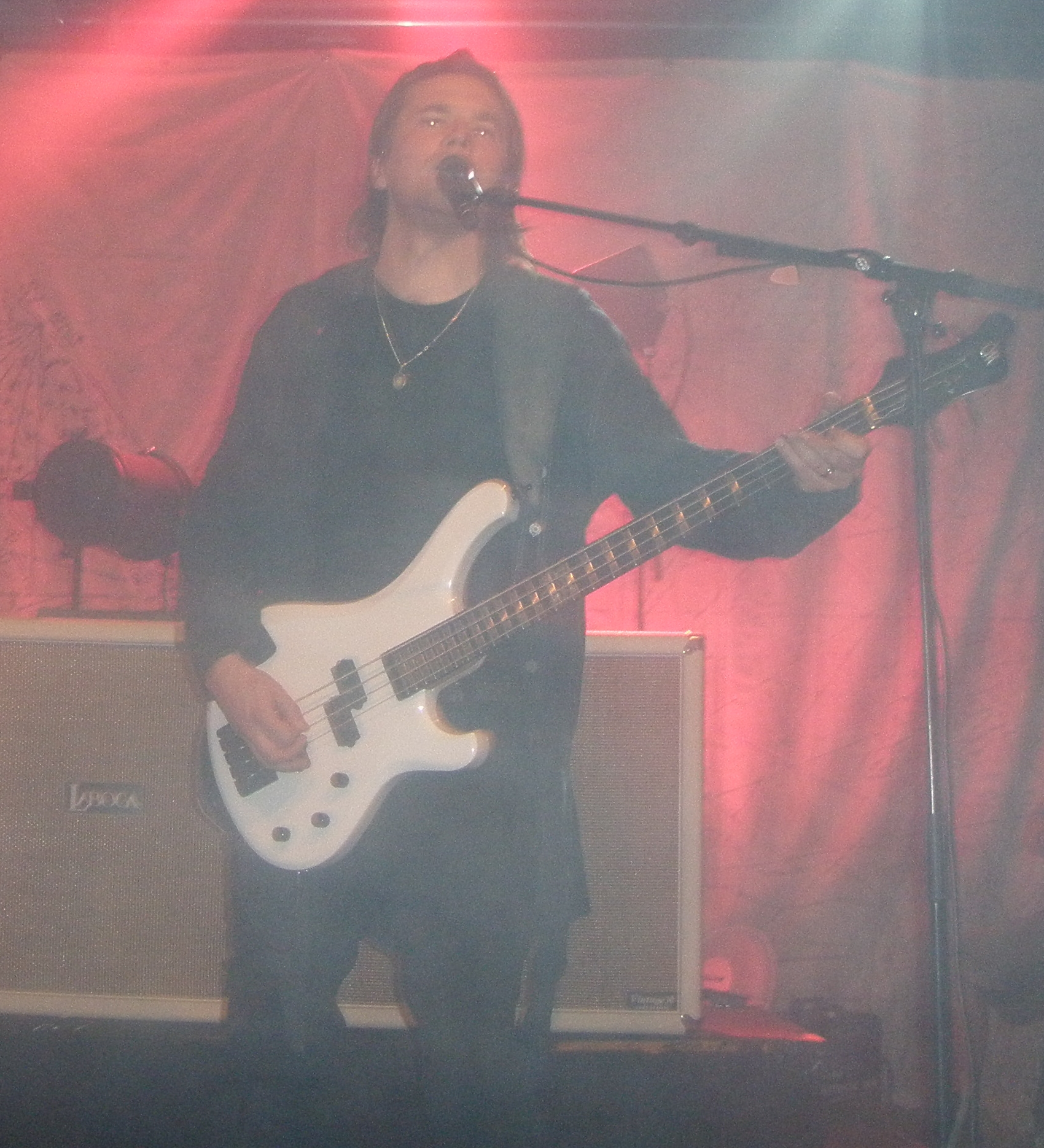
Eero Heinonen - Sänger der Band The Rasmus und Gründer der finnischen Band Hay & Stone

Hay & Stone (teilweise auch Hay and Stone geschrieben) ist eine finnische Rock-Band, die 2003 von Eero Heinonen, dem Bassisten von The Rasmus, gegründet wurde.

## Hintergrund
Eero Heinonen, Petri Kivimäki und Hannu Risku schrieben 2003 während einer Jammingphase Lieder für zwei Alben. Ihr erstes Album Making Waves wurde in dem Club Nosturi und im Keller eines Nachbarn aufgenommen. Es wurde am 20. September 2006 bei dem Indie-Label SM Records Finland veröffentlicht. Die Musikrichtung wird von Nirvana und Pearl Jam beeinflusst.

## Diskografie
- Making Waves (2006, Album)
- Give Me the Power Back (2006, Single)